# Barytettix humphreysii
Barytettix humphreysii är en insektsart som först beskrevs av Thomas, C. 1875.  Barytettix humphreysii ingår i släktet Barytettix och familjen gräshoppor.

## Underarter
Arten delas in i följande underarter:
- B. h. humphreysii
- B. h. cochisei